# Эндивий
Энди́вий, или Цикорий салатный (лат. Cichórium endívia) — вид травянистых растений из рода Цикорий семейства Астровые (Asteraceae).
Культивируется в странах Средиземноморья ради листьев, употребляемых в пищу. Листья растения богаты витаминами A и K.
Различают в культуре кудрявый (разрезнолистный) эндивий и широколистный (иначе скароль); из сортов кудрявого эндивия ценятся мокский, руфекский и желтый самообеливающийся эндивий; из сортов скароля предпочитаются полукочанные сорта, крупный, рожковый и жёлтый.